# 47 Tucanae
47 Tucanae, även NGC 104, är en klotformig stjärnhop ungefär 15 000 ljusår från jorden i Tukanens stjärnbild. Den innehåller miljoner stjärnor och har en diameter av ungefär 120 ljusår. Den är lika stor som fullmånen på himlen, och är synlig för blotta ögat. 47 Tucanae är den näst tyngsta klotformiga stjärnhopen i Vintergatan, efter Omega Centauri. I stjärnhopen finns 23 kända millisekundpulsarer.
Stjärnhopen uppfattades först som en stjärna och gavs därför Bayer-beteckningen Xi Tucanae Johann Bayer 1603. Detta är också förklaringen till att den senare fått även en Flamsteed-beteckning.